# Operación Otkos-10
La Operación Otkos-10 (en croata: Operacija Otkos 10) fue una acción ofensiva desde tres direcciones llevada a cabo por fuerzas croatas pertenecientes a la Guardia Nacional (ZNG), policía y Policía Especial del Ministerio de Interior contra las milicias serbias que desconocieron la autoridad del nuevo gobierno croata y habían ocupado las alturas Bilogora. La acción, que duró cinco días, fue una rotunda victoria del atacante que pudo poner bajo su dominio el territorio disputado al norte de Grubišno Polje hasta el río Ilova.
El nombre le fue dado por su comandante, el coronel Franjo Kovačević, por la cosecha de pasturas que se realiza en octubre en la zona y el 10 por el número de mes en que se llevó a cabo.
La Operación Otkos-10 fue seguida por la Operación Papuk-91 al oeste de Daruvar.

## Antecedentes

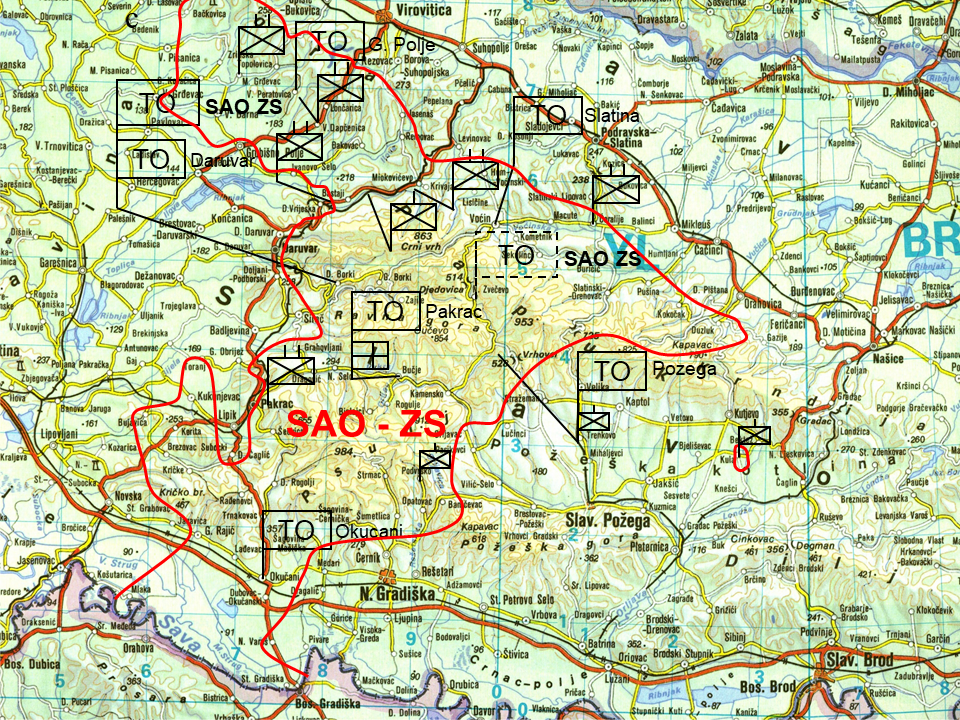
Mapa con límites aproximados del sector bajo dominio serbio en Eslavonia Occidental en septiembre de 1991.

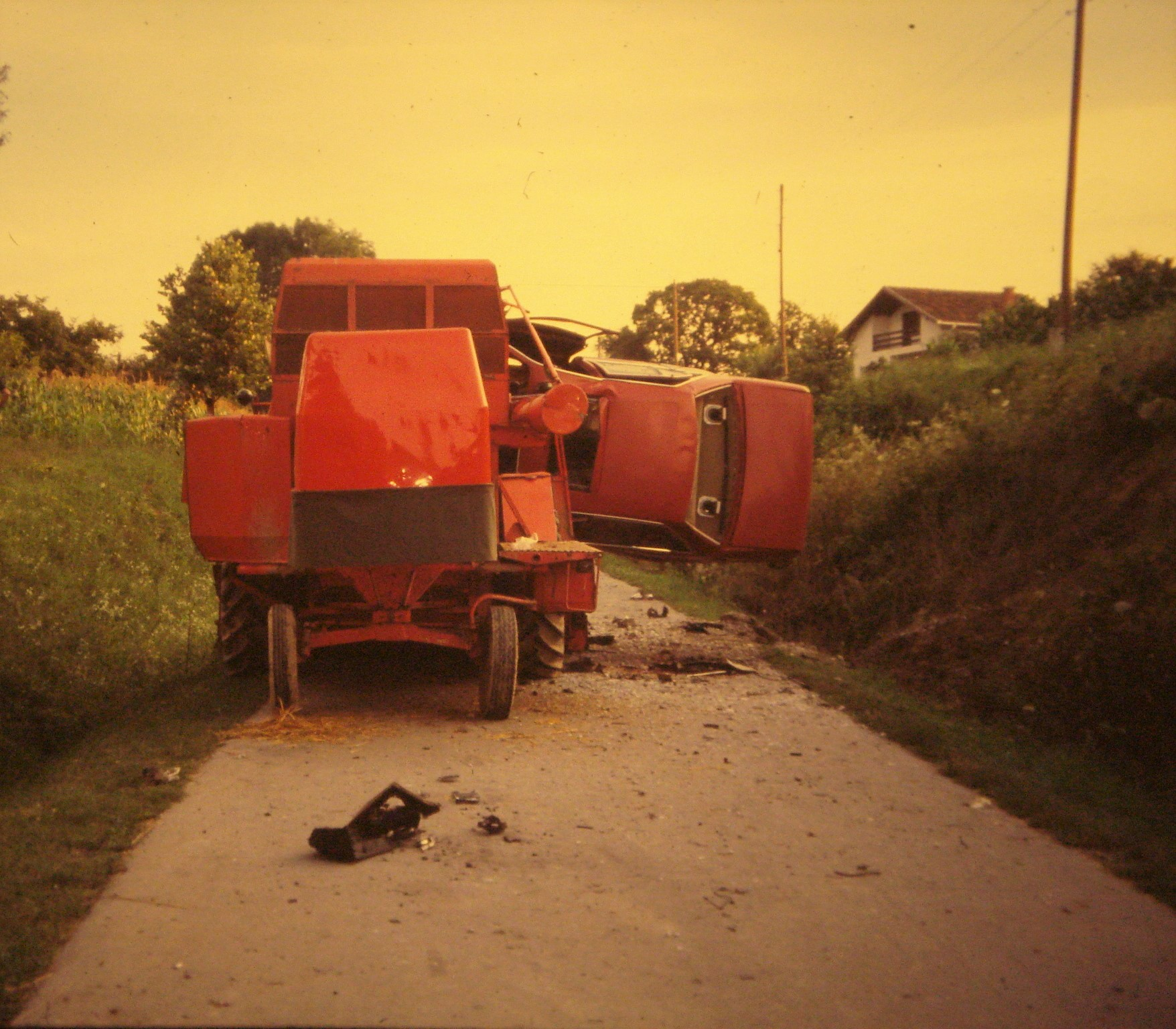
Explosión de mina antitanque en Donja Rašenica el 9 de julio de 1994 en antigua barricada montada el año 1991.

La situación del municipio de Grubišno Polje, al inicio del año 1991, era similar al resto de las regiones con importante mayoría serbia. Las comunidades croatas y serbias se congregaron alrededor de la Unión Democrática Croata (HDZ) y del Partido Democrático Serbio (SDS) respectivamente. Desde su creación, este último partido se opuso a la autonomía o independencia de Croacia y a las autoridades croatas elegidas en 1990. Su oposición se manifestó a través de la política de autonomía serbia cuyo expresión política era la autodenominada "Región Autónoma Serbia de la Krajina". Ello derivará en una oposición armada para mantener a la república como parte de Yugoslavia y, ante la posibilidad, lograr una región bajo dominio serbio para evitar ser súbditos de los croatas.
A inicios de 1991, los serbios de Grubišno intensifican su presión y protestan abiertamente en favor del JNA y en contra de la separación croata de Yugoslavia. En consecuencia, las primeras barricadas y emigración forzada se producen en el área de Mali Grđevac y Velika Peratovica. A partir de entonces, la población croata comienza a ser aterrorizada.
Tras el referéndum por la independencia croata de mayo de 1991 (donde el 67% de los ciudadanos participaron, el voto positivo en la municipalidad fue 91.3% - 14 aldeas de Bilogora no participaron), se produce una fuerte reacción serbia liderada por el SDS en Bilogora. A partir de entonces, la policía se ve impedida de patrullar en algunos sectores. En junio, se difunden los primeros reportes de ´presencia de grupos armados en la zona del polígono de tanques del JNA de Gakovo.
Ante el fuerte aumento de tensiones, el 12 de agosto de 1991, en la sesión del comité del SDS de Eslavonia Occidental, se promulga la creación de la Región Autónoma Serbia de Eslavonia Occidental (SAO-ZS). En esa sesión es elegido presidente de la SAO ZS, Veljko Džakula. En el momento de la declaración, comprendía Pakrac, Daruvar, Grubišno Polje, Podravska Slatina, partes de Orahovica y Okučani. Este levantamiento se concretó, inicialmente, con el emplazamiento de barricadas en sectores controlados por los serbocroatas y la movilización de la estructura militar.
En el área de Bilogora, las formaciones armadas colocaron barricadas estableciendo así los límites de la Región Autónoma e impidiendo el acceso a las aldeas de mayoría serbia. A principios de septiembre de ese mismo año, los serbios tenían bajo su control casi dos tercios del territorio del municipio de Grubišno Polje. La ocupación de las localidades fue acompañada por disparos e intimaciones a la población croata y a otras no-serbias y por el saqueo de las propiedades

## Orden de batalla de las fuerzas participantes

### Fuerzas Croatas
La Defensa Territorial (Teritorijalna obrana - TO) se estructuró sobre la base de la organización administrativa y territorial de Bjelovar. Esa ciudad fue la sede de la Jefatura de la Zona Operacional y la Jefatura de Defensa Territorial Municipal. En otros municipios de la zona también se establecieron jefaturas de defensa territorial. 
En abril de 1991, se formó la Guardia Nacional Croata (ZNG). Ésta fue el inicio de las fuerzas armadas que, debido a obstáculos legales, se organizaron dentro del Ministerio del Interior de la República de Croacia, pero bajo la participación del Ministerio de Defensa. En las administraciones policiales, según su tamaño, se establecieron unidades de reserva de la ZNG: brigadas y batallones independientes.
A fin de septiembre, el Comando ZNG Eslavonia Occidental fue renombrado Comando de la 2.ª Zona Operacional Bjelovar con puesto de mando en Bjelovar. La zona de responsabilidad era las municipalidades de Bjelovar, Čakovec, Čazma, Daruvar, Đurđevac, Garešnica, Grubišno Polje, Ivanec, Koprivnica, Križevci, Lipik, Ludbreg, Novi Marof, Pakrac, Varaždin y Virovitica. En la segunda mitad de octubre, dos sectores fueron conformados: las municipalidades Pakrac, Daruvar, Garešnica y Grubišno Polje con puesto de mando en Pakrac y el sector Virovitica, Đurđevac y Koprivnica con puesto de mando en Virovitica.

#### Tropas
En la operación Otkos - 10 participaron miembros de la Guardia Nacional Croata (ZNG), de la estación de policía de Virovitica y Grubišno Polje y 150 integrantes de la Unidad de Policía Especial Omega. Las fuerzas incluían a 12 tanques y vehículos blindados y 20 morteros, no disponía de apoyo aéreo. Totalizaban 2.647 miembros 
Las unidades participantes fueron:
- Brigada ZNG 127 - Virovitica. Comandante Đuro Dečak.
- Unidad de Policía Especial Omega. Comandante Hamdija Mašinović.
- Compañía ZNG Bjelovar. Comandante Željko Cepanec.
- Batallón Independiente 57 - Grubišno Polje (el 25 de diciembre de 1991 fue renombrado como Batallón ZNG Independiente 77 - Grubišno Polje). Comandante Zdenko Pavić
- Guardia Nacional Grubišno Polje.
- Escuadrón de Tanques de la Brigada 105 - Bjelovar.
- Grupo de Artillería Mixta 19 - Virovitica.
- Compañía de Voluntarios Koprivnica.
- Compañía del Batallón ZNG Independiente 52 - Daruvar. Comandante Ivan Bosnar.
- Comisarías de policía de Virovitica y Grubišno Polje.[6]

Como comandante de la operación fue designado el jefe de la defensa de Grubišno Polje, Franjo Kovačević, que dividió su comando en dos: 
- Asistente para la Seguridad (Ivica Debić) y Asistente para la Actividad Política (Ante Delić) junto a él mantendría en puesto comando en Grubišno Polje.
- El Segundo Comandante de la Operación (Đuro Crkvenac) y el Asistente para Logística (Mirko Hajdinjak) establecerían su puesto de mando en Veliki Grđevac para la coordinación de las operaciones de combate.[7] Despliegue del JNA en Eslavonia Occidental a mediados de 1991.

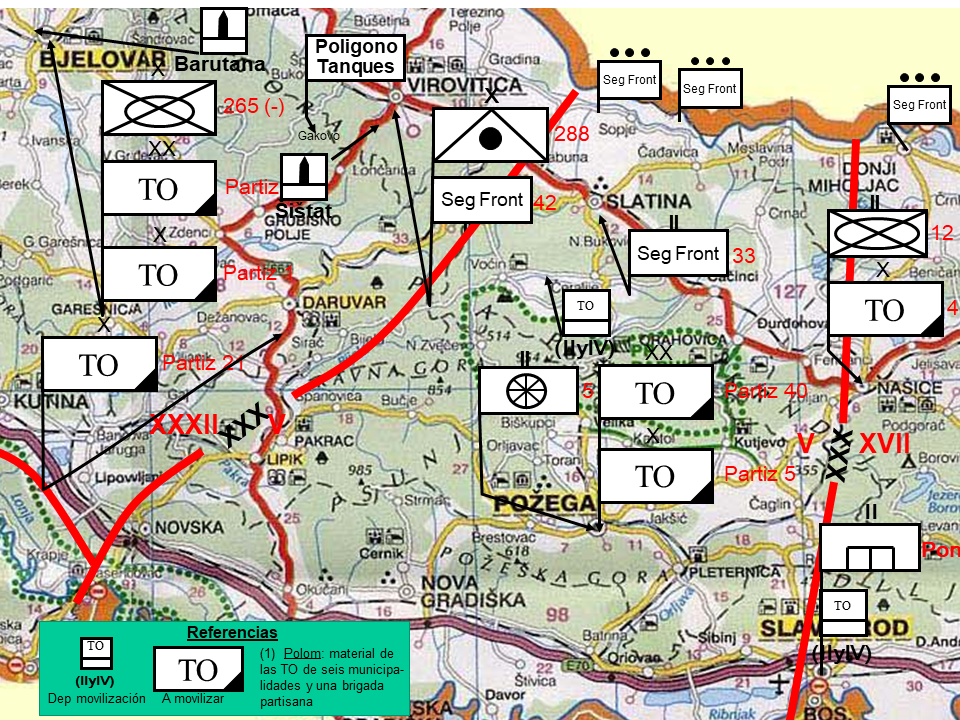
Despliegue del JNA en Eslavonia Occidental a mediados de 1991.

### Fuerzas serbias

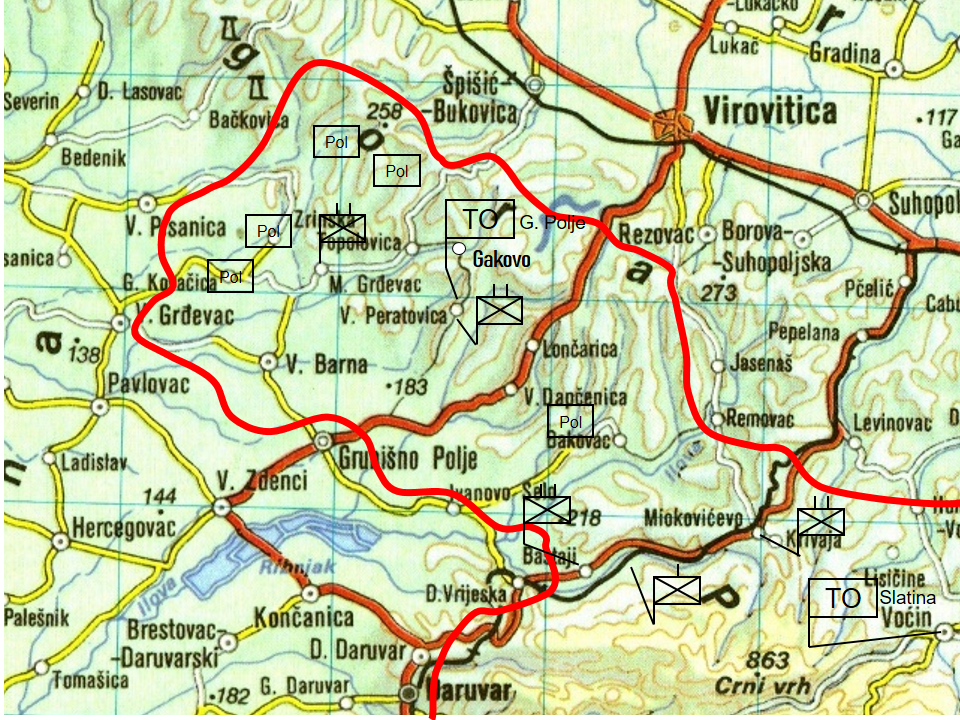
Orden de batalla el Destacamento Bilogora y parte norte TO Daruvar

Con el incrementos de las tensiones, se estructuraron las milicias serbias sobre la base de una parte de la Defensa Territorial de la República de Croacia (Teritorijalna odbrana - TO) y la expulsión de agentes de policía de las estaciones del Ministerio del Interior. A inicios del segundo semestre, se estableció la Defensa Territorial de Eslavonia Occidental a la que estaba subordinada a los siete comandos municipales de Defensa Territorial. Ello comprendía a las municipalidades de Slatina, Grubišno Polje, Daruvar, Pakrac, Pozega, parte de Novska y parte de Nova Gradiska.
A inicios de julio se constituye el  "Bilogorski odred Teritorijalne obrane Grubišnog Polja" (Destacamento Bilogora de las TO Grubišno Polje) con puesto comando en Velika Peratovica (Gakovo, polígono de tiro de tanques del JNA) y un efectivo aproximado de 750 miembros en cuatro compañías. Este TO estuvo operacional desde el 1 de agosto siendo su jefe Rade Čakmak Inicia los primeros combates el 17 de agosto, cortando la ruta Grubišno Polje - Virovitica.

#### Tropas
El Destacamento Bilogora tenía dos batallones. Uno con comando en Velika Peratovica con sector de responsabilidad en la línea Turčević Polje, Lončarica y en la misma Velika Peratovica y otro en Mali Grđevac y responsabilidad en la línea Zrinska, Mali Grđevac y Velika Peratovica.
El 15 de octubre, el Comando de las TO del distrito (Opštinski štab TO Grubišno Polje) ordenó la movilización general de todos los hombres entre 15 y 60 años para la defensa del territorio bajo control serbio.
Durante las operaciones, las fuerzas serbias reciben apoyo de fuego cercano por parte de la Fuerza Aérea Yugoslava los días 2, 3 y 4 noviembre.
El material que disponía era:
- Fusil francotirador 15.
- Fusiles automáticos 7,62: 500.
- Fusiles semiautomáticos: 133.
- Fusiles M-48: 50.
- Morteros MB 120: 2.
- Morteros MB 82: 4.
- Morteros MB 60: 6.
- RB: 6.
- M79 Osa: 4.
- Lanzacohetes M80 "Zolja": 200.
- Cañón de Montaña 76 mm M48: 1
- BOV – PA 20 mm: 4

## Plan de operaciones
Ante tal situación, las autoridades del gobierno croata decidieron recuperar el dominio del mismo dadas las posibilidades de éxito existentes. La intención era realizar un ataque sobre un sector secundario, Bilogora, para luego atacar en Papuk y al área alrededor de Daruvar para aliviar el sector crítico de Pakrac y para evitar la unión de las fuerzas del 5.º  Cuerpo del JNA de Banja Luka con las milicias serbias en la profundidad del dispositivo.
El 7 de octubre de 1991, el comandante de la 2.ª Zona Operativa - Bjelovar emitió una orden de operaciones en el área de Bilogora asignando a la operación todas las fuerzas no empeñadas de los municipios de Bjelovar, Virovitica, Đurđevac, Grubišno Polje, Daruvar y Garešnica y las fuerzas policiales de Grubišno Polje, Veliki Grđevac y Virovitica.
El Comandante de la Defensa de Grubišno fue puesto a cargo que impartió su orden de operaciones el 8 de octubre de 1991. Ésta establecía que las fuerzas combinadas de la Guardia Nacional Croata (ZNG) y la Policía, con un fuerte apoyo de artillería, partiendo de las posiciones que rodeaban a la zona ocupada por los serbios (Virovitica - Kinkovo - Bogaz - Velika Pisanica - Veliki Grđevac - Grubišno Polje), deberían cortar su dispositivo en las líneas: Virovitica - Lončarica - Grubišno Polje y Virovitica - Đulovac (entonces denominado Miokovićevo) - Veliki Bastaji. Eso se debía realizar en dos fases: 
- En la primera fase (1 a 2 días) se cortaría y derrotaría a las fuerzas al este de la línea: Virovitica - Lončarica - Grubišno Polje, mientras que al mismo tiempo cortaban las fuerzas enemigas en la ruta Virovitica - Jasenaš - Miokovićevo.
- En la segunda fase de la operación, se destruirían las fuerzas entre las mencionadas líneas de avance.[7]

Las tareas asignadas fueron:
- Las tropas ZNG - Virovitica junto con policía, en la primera fase, atacarían con esfuerzo principal en dirección Virovitica - Lončarica - Velika Dapčevica y Kinkovo - Gakovo - Topolovica y, en cooperación con las fuerzas ZNG Grubišno Polje destruirían las fuerzas en las áreas de Lončarica - Velika Dapčevica - Veliki Peratovica y Topolovica.

Como otro esfuerzo, en la primera fase, atacarían en dirección Virovitica - Jasenaš - Miokovicevo para cortar las fuerzas enemigas en Bilogora y en la segunda fase en cooperación con las fuerzas de Grubishno Polje destruirían las fuerzas enemigas en las siguientes áreas: Loncarica - Veliki Dapčevica - Velika Peratovica y Topolovica.
- Las fuerzas ZNG - Bjelovar, en la primera fase, debían bloquear en la línea Velika y Nova Pisanica y, en cooperación con la Policía Especial y ZNG - Grubišno Polje debía destruir fuerzas serbias en Lončarica - Veliki Dapčevica - Veliki Peratovica y Topolovica.

Esfuerzo secundario, en la primera fase, debía atacar en dirección Đurđevac para destruir fuerzas en el área Čađavac - Bačkovica.
- La Unidad de Policía Especial Omega de Bjelovar, junto con fuerzas de ZNG Grubišno Polje, debían destruir fuerzas serbias en las áreas de Lončarica - V. Dapčevica - V. Peratovica y Topolovica.

Simultáneamente, debían romper en Čađavac - Bačkovica y avanzar en dirección Nova Pisanica - Zrinska.
En cooperación con fuerzas provenientes de Veliki Grđevac, destruir fuerzas serbias en Gornja Kovačica - Mali Grđevac. Estar listos para continuar movimiento en dirección Mali Grđevac - Velika y Mala Barna - M. Jasnovačka Brda.
- Fuerzas ZNG - Grubišno Polje y la policía del mismo lugar, en la primera fase, debían actuar en dirección Grubišno Polje - Veliki Dapčevica - Velika Peratovica; Veliki Grđevac - Gornja Kovačica - Mali Grđevac y Veliki Grđevac y Velika y Mala Barna. En la segunda fase, en cooperación con otras fuerzas de Grubišno Polje debían destruir fuerzas en las áreas de Lončarica - V. Dapčevica - Velika Peratovica y Topolovica.

Simultáneamente y por la duración de la operación, debían defender la línea Ivanovo Selo - Maslenjača - Veliki Bastaji y accionar ofensivamente en dirección Rastovac, Turčević Polje, Bastajski Brđani
La operación debía comenzar inicialmente el 7 de octubre pero fue pospuesta para el 31 de octubre a las 0600 horas.

## Ejecución de la operación ofensiva

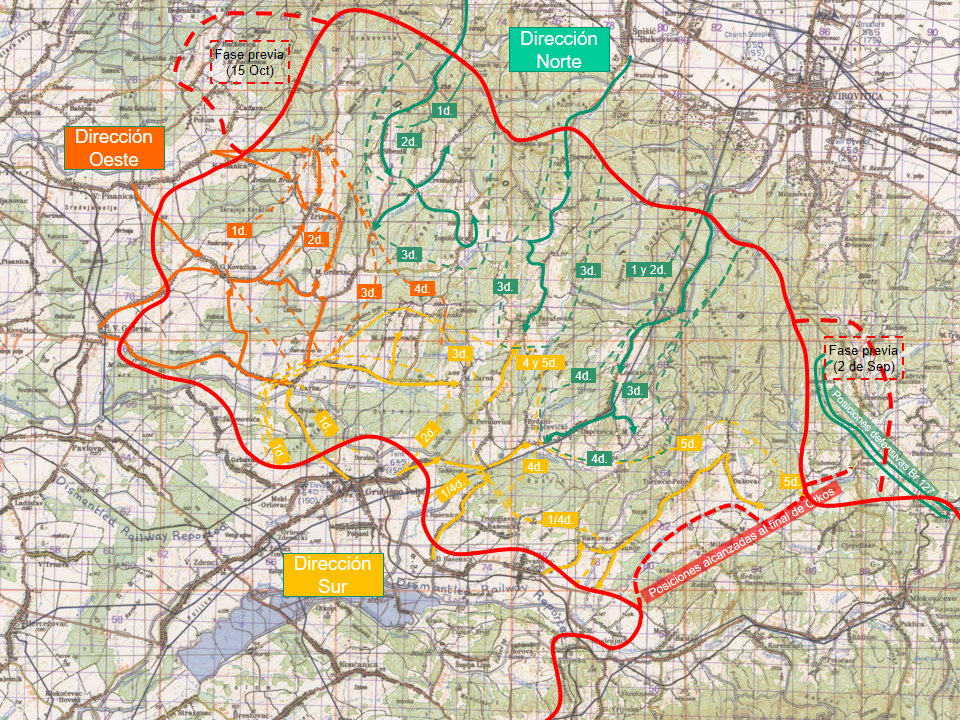
Operación Otkos - 10. Mapa del desarrollo. 31 de octubre / 4 de noviembre de 1991

### Dirección oeste

#### Fuerzas empleadas[7]
Compañía Unidad de Policía Especial Omega de Bjelovar. 150 miembros.
2.ª Compañía del Batallón Independiente 57 (luego renombrado como 77) - Grubišno Polje
Compañía de Intervención de la 2.ª Zona Operativa - Bjelovar
Sección independiente de Veliko Trojstvo
Fracción de policía estación Veliki Grđevac
Refuerzos: dos con cañones T-12 y una sección morteros 82 mm.

#### Evolución[7]
Como fase previa, días antes de la operación, la policía croata realizó avances en aldeas serbias. El 15 de octubre de 1991, la Unidad de Policía Especial Omega ocupó Bačkovica y Čađavac. 
La dirección norte, en Otkos 10, tendría un ataque principal Nova Pisanica - Zrinska - Mali Grđevac. Los ataques secundarios serían Veliki Grđevac - Gornja Kovačica - Mali Grđevac y Veliki Grđevac - Veliki Barna - Mali Grđevac. 
1.er día de combate (31 de octubre de 1991)
Temprano a la mañana, luego del fuego de preparación de artillería, se inicia el ataque. La dirección principal de ataque fue Nova Pisanica - aldea de Zrinska - Mali Grđevac empleando para ello fuerzas de la Policía Especial junto con la Fuerza de Intervención de la 2.ª Zona Operacional de Bjelovar. 
Las fuerzas serbias en el área de Buban disponían de una fuerte defensa y estaban bien organizadas junto con artefactos explosivos sobre los caminos de acceso. Ello impidió el rápido acceso a Zrinska. En la tarde, una fuerza especial de la policía, con apoyo de morteros, lanza un nuevo ataque de infantería sobre Zrinska, logrando una ruptura y permitiendo alcanzar Zrinska Brda y Buban que es liberada al atardecer.
Los ataques secundarios fueron Veliki Grđevac - Donja Kovačica - Mali Grđevac y Veliki Grđevac - Velika Barna empleando la 2.ª Compañía del Batallón Independiente 57, la compañía independiente de Veliki Trojstvo y la unidad de policía de Veliki Grđevac.
En la dirección Veliki Grđevac - Gornjia Kovačica, las fuerzas serbias tenían una defensa bien organizada presentando una fuerte resistencia. En la tarde, un fuerte ataque de infantería permite alcanzar la intersección de caminos Gornia Kovačica - Veliki Pisanica - Mali Grđevac, donde se conectan con la Compañía Independiente de Veliki Trojstvo que combatió desde Velika Pisanica - Gornja Kovačica.
En el eje Veliki Grđevac - Velika Barna, una fracción del Batallón Independiente 57 con miembros de la policía ocupa Velika Barna. 
El primer día se alcanza la línea Buban - Zrinska Brda - la intersección de las rutas Gornja Kovačica - Velika Pisanica y el cruce de Velika Bama - Grubišno Polje.
2.º día de combate (1 de noviembre de 1991)
A tempranas horas, se inician las operaciones desde Buban - Zrinjanska Brda - Zrinska y Gornja Kovačica  - Zrinska con fuerzas de la policía Especial. Ambas direcciones encontraron poca resistencia. A la tarde, se conectan con fuerzas de 2/BI 57 provenientes de la dirección Veliki Grđevac - Gornja Kovačica - Zrinska. 
En este día, las aldeas de Zrinska y Gornja Kovačica fueron tomadas.
3.er día de combate (2 de noviembre de 1991)
Al inicio del día, la Unidad de Policía Especial con 2/BI 57 apoyados por fuego de mortero iniciaron el ataque Zrinska - parte norte de Mali Grđevac, mientras que una sección de la 2/BI 57 atacaba en dirección Gornia Kovačica - Mali Grđevac. Con escasa resistencia, esta última es ocupada en horas de la tarde a pesar del ataque de la Fuerza Aérea Yugoslava.
En la noche se produce la conexión con 1/Brigada 127 Virovitica sobre la ruta proveniente de Cremušina. Parte de la Policía Especial Omega continúa el avance hacia Velika Barna.
En el tercer día se establece el control de la ruta Mali Grđevac - Gornja Kovačica - Veliki Grđevac y Mali Grđevac - Velika Barna - Grubišno Polje.
4.º día de combate (3 de noviembre de 1991)
Desde temprano se amplía el área bajo control croata en los sectores Velika Barna - Mala Barna y Mala Jasenovača. 
5.º día de combate (4 de noviembre de 1991)
No hay operaciones de combate. Se consolidan las posiciones alcanzadas.

### Dirección Sur

#### Fuerzas empleadas[7]
Batallón ZNG Independiente 57 (-) con refuerzo de la policía de Grubišno Polje y personal de la Guardia de Protección de Grubišno Polje (Jasenovac, Grbavac, Grubišno Polje, Gornja y Donja Rasenica e Ivanovo Selo).
Parte del Batallón ZNG Independiente 52 - Daruvar y parte de la unidad de Protección de Veliki y Mala Maslenjača.
Fracción blindada / mecanizada de la 105.a Brigada (2 tanques T-55 y 2 OT), morteros 120 mm, artillería T-12 y LRL 128 mm, parte del Grupo de Artillería 24.

#### Desarrollo de las Operaciones[7]
La tarea de las fuerzas comprendidas incluía la dirección principal Grubišno Polje - Gornja Rasenica, Dapčevački Brđani, Lončarica y Grubišno Polje, Mala Peratovica, Velika Peratovica. Las direcciones secundarias eran Grubišno Polje, Velika Barna, Veliki Grđevac; Grubišno Polje, Ivanovo Selo, Rastovac y Trojglava. 
1.er día de combate (31 de octubre de 1991)
Tras el fuego de preparación, se ejecutó el ataque sobre el eje principal de ataque Grubišno Polje - Mala Peratovica - Velika Peratovica y Grubišno Polje - Gornja Rasenica - Dapčevački Brđani - Lončarica empleando el Batallón 57 y policía junto con los blindados de la Brigada 105 y el apoyo de la artillería.
Las fuerzas serbias habían construido posiciones fortificadas protegidas por campos minados bloqueando los caminos de acceso. Sin embargo, la acción combinada de artillería y morteros permitió que la primera línea se descompusiese y que los croatas pudieran ingresar un kilómetro y medio aproximadamente alcanzando Gornja Rasenica.
Sobre el eje de avance secundario (oeste) de Grubišno Polje - Velika Barna, la 3/BI 57, en horas de la mañana, se conecta con fuerzas procedentes de Veliki Grđevac creando las condiciones para continuar luego en dirección a Mala Barna. La ruta Grubišno Polje - Veliki Grđevac fue totalmente controlada.
El otro eje secundario (este) dirección Ivanovo Selo - Trojeglava - Rastovac cuya misión era proteger Donja Rasenica de un ataque blindado, avanzó durante la mañana y ocupó dicha aldea, Treglava y Rastovac. 
2.º día de combate (1 de noviembre de 1991)
Sobre el eje de avance principal, las milicias serbias reforzaron sus posiciones durante la noche lo que, junto con fuegos de artillería, demorará el avance croata. Los serbios mantuvieron expeditas los caminos de repliegue desde el oeste hacia Papuk.
Velika Peratovica y Dapčevici Brđani aún ofrecían una fuerte resistencia ejecutando una defensa que asegurara la evacuación de los civiles que comenzó en el transcurso de la noche. Sobre el eje de avance secundario oeste, la 3/BI 57 continuó el avance sin resistencia en Velika Barna y Mali Barna capturando considerable cantidad de materiales procedentes del JNA.
Sobre el eje de avance secundario este, sector Ivanovo Selo - Rastovac - Trojeglava, las tropas croatas mantuvieron la línea sin poder avanzar por el fuerte fuego de artillería y morteros.
3.er día de combate (2 de noviembre de 1991)
El avance sobre el eje principal, al mediodía, alcanzó la intersección de los caminos Mala Peratovica - Gornja Rašenica en la ruta Grubišno Polje - Virovitica. En ese momento, los croatas reciben un fuerte ataque aéreo yugoslavo que se repite por la tarde, demorando el avance.
Sobre el eje de avance secundario oeste, la 3/BI 57 continúa su avance en dirección a Mala Jasnovačka y Veliki Barnjansko brdo. El avance se hizo sin resistencia serbia, ocupándose los lugares en la tarde. 
4.º día de combate (3 de noviembre de 1991) 
Reagrupamiento de las unidades. Continúa la exploración a lo largo de la dirección Grubišno Polje - Mala Peratovica - Velika Peratovica. Se produce conexión con fuerzas de la Brigada 127 en Velika Peratovica y sobre el puente en Dapčevački Brđani. 
5.º día de combate (4 de noviembre de 1991)
Una compañía del Batallón 57 - Grubišno Polje junto con partes del Batallón 52 - Daruvar continuaron el ataque en dirección Rastovac - Munije - V. Maslenjača y dirección Rastovac - Munije - Turčević Polje - Dijakovac. Luego de combates esporádicos, en la tarde ingresan a la aldea de Turčević Polje. En ésta, se toma el puesto de mando de las TO Grubišno Polje y se captura una considerable cantidad de munición y alimentos.
Se establece una línea defensiva Munije - Turčević Polje - Đakovac.

### Dirección norte

#### Fuerzas empleadas[7]
Antes de Otkos 10, la Brigada 127 Virovitica brindaba seguridad en el área norte de Bilogora. Su sector de responsabilidad era en la base de las alturas Bilogora cubriendo la línea Tomašica, Vukosavljevica, Špišić Bukovica, Golo Brdo, Podgorje, Sv. Djavar, Milanovac, Jasenas, Mala y Velika Babina Gora, Mala Klisa, Pivnice, Levinovac, Mačkovac conectándose con la Brigada 136 Slavonski al este.
Comandante de la Brigada y responsable del sector: Đuro Decak.

#### Desarrollo de las operaciones[7]
La dirección principal de ataque Virovitica - Lončarica corrió bajo la responsabilidad de a Compañía "A" de la Brigada 127 reforzada con vehículos blindados 20 mm y a partir del 3.er día con tres tanques. 
Al oeste del ataque principal, se ordenaron dos ataques secundarios: Vukosavljevica - Brzaja - Sibenik (3 / BI 1/ Br 127; 1 / BI 2 / Br 127; 4 / BI 1 / Br 127 y unidad de policía de Virovitica) y Špišić Bukovica - Polígono JNA Gakovo - Topolovica Polje (1 / BI 1). 
Al mismo tiempo, el 3.er batallón de la Brigada 127 se constituiría en Jasenaš, Mala y Velika Babina Gora para realizar una defensa en el sector. En el área de Levinovac y Mala Klisa la Compañía 6 del Batallón 1 hizo lo propio.
La reserva estaba constituida por la 2 / BI 1 y 2 / BI 2 para el eje principal y la 3 / BI 2 para la dirección Virovitica - Jasenaš. 
La reserva para la acción en estas direcciones se despliega en la profundidad 5 / BI 1.
1.er día de combate (31 de octubre de 1991)
El ataque se inició en forma simultánea a las 0600 hs. Las primeras horas fueron de lento avance producto de las posiciones serbias bien construidas y del empleo de obstáculos sobre los caminos.
En la dirección principal, los croatas se enfrentaron a una fuerte resistencia serbia debido a la importancia del sector. Ello limitó el avance hacia Lončarica.
Al final del primer día, las líneas de la defensa serbias se rompen en Sibenik. Sin embargo, no se hace un avance mayor ese día por el condicionante del avance de la dirección oeste en Zrinska (Buban). 
2.º día de combate (1 de noviembre de 1991)
La aviación JNA ejecutó ataques a las fuerzas que avanzaban. Sin embargo, éstas incrementaron el sector ocupado en la zona de Sibenik. Las fuerzas empleadas en este sector norte no lograron conectarse con las provenientes del noroeste, o ala derecha.
Lončarica, y Sibenik fueron tomados.
3.er día de combate (2 de noviembre de 1991)
El tercer día comienza con un ataque en todas direcciones. Hay combates en la dirección Sibenik - Mali. Gracevac. Esta dirección avanza hacia el este y ocupa las aldeas de Cremušina y Topolovica donde los serbios ofrecen poca resistencia.
El eje de avance principal de la Brigada 127 (Virovitica - Lončarica) fue reforzado con tres tanques. La aviación yugoslava ataca nuevamente a las fuerzas croatas.
4.º día de combate (3 de noviembre de 1991)
En el eje de avance principal, las fuerzas croatas ocuparon Velika Dapcevica y Mala Dapčevica. En la aproximación al lugar, en Dapčevački Brđani, se unió a las fracciones del Batallón independiente 57.
Las unidades de la Brigada 127 Virovitica, en su ataque secundario, lograron ocupar el polígono JNA de Gakovo y Velika Peratovica. Al acercarse a esta última, se conecta con las fracciones del Batallón Independiente 57 que avanzaba desde la dirección de Mala Peratovica.
De esta manera, el tránsito de la ruta Virovitica y Grubišno Polje fue posible a partir de este día. La Brigada 127 Virovitica, el cuarto día de la Operación Otkos-10, llevó a cabo su tarea en su totalidad.

## Consecuencias
- A través de la operación "Otkos-10", Croacia incorporó a su sistema legal 270 km² de territorio que estaba bajo dominio serbocroata desde el mes de agosto. Ello comprendía 21 aldeas del municipio de Grubišno Polje y tres del de Daruvar.
- El tránsito fue completamente abierto en la ruta Grubišno Polje - Virovitica
- Se pacificó la zona.
- En el lado croata, murieron cinco combatientes y una treintena fue herida.
- Se crearon las condiciones para continuar el avance hacia Papuk.[15]
- La población serbia migró hacia otros sectores. El 7 de noviembre, en una columna de 600 a 800 vehículos cruzan el Sava hacia Banja Luka.[6]
- No se cumplió con la totalidad de los objetivos, dado que Đulovac (entonces llamado Miokovićevo) no fue alcanzado.
- No cesó el riesgo de corte de la conexión con el este de Croacia (Eslavonia Oriental).